# 帕拉廷 (紐約州)
帕拉廷（英語：Palatine）是一個位於美國紐約州蒙哥馬利縣的鎮。

## 人口
根據2020年美國人口普查的數據，帕拉廷的面積為108.00平方千米，當中陸地面積為106.37平方千米，而水域面積為1.63平方千米。當地共有人口3189人，而人口密度為每平方千米30人。